# Kelley O'Hara
Kelley Maureen O'Hara (født 4. august 1988) er en amerikansk fodboldspiller, der har vundet olympisk guld og verdensmesterskabet for USA. Hun spiller som forsvarer og midtbanespiller for USA og som angriber og højre back for National Women's Soccer League klubben Utah Royals FC. Hun spillede som Stanfords kvindefodboldhold og modtog i 2009 Hermann Trophy. Hun har uddannet sig indenfor videnskab, teknologi og samfund med fokus på miljøingeniør.
I USA's U/20 kvindelandsholds historie er hun topscorer gennem alle tider og nummer seks over listen over flest kampe. På seniorniveau har hun deltaget ved VM i fodbold for kvinder i 2011 og 2015, og hun var en af tre af USA's spillere der spillede samtlige minutter ved OL 2012 fodboldturneringen for kvinder.